# Katy B

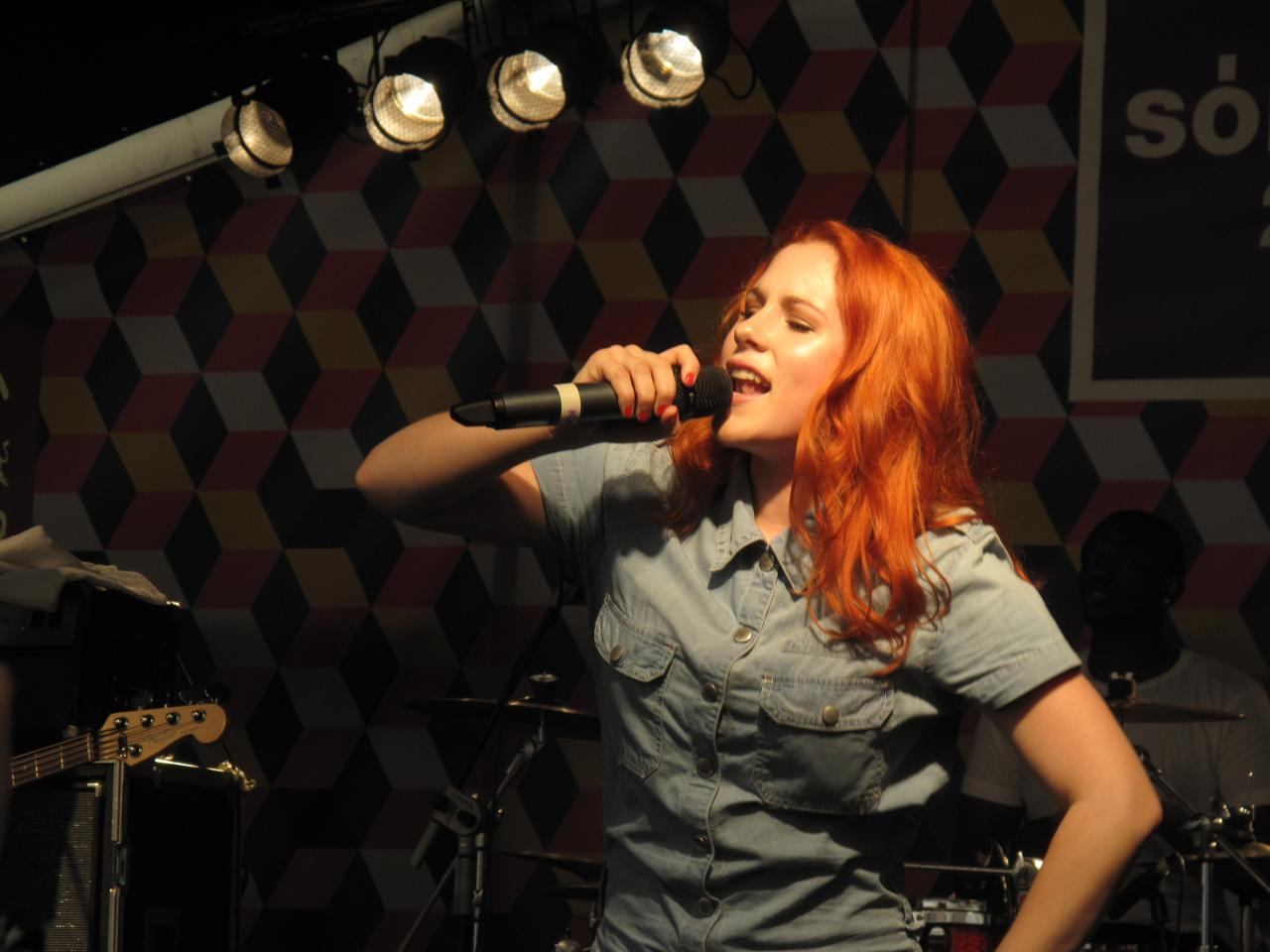
Katy B

Kathleen Anne Brien, přechýleně Brienová (* 8. května 1989, Peckham, Spojené království), známá pod uměleckým pseudonymem Katy B, je britská zpěvačka a hudební skladatelka. Věnuje se dubstepu, R&B, funku, house music, UK Garage a dalším hudebním žánrům. V minulosti vystupovala také pod pseudonymem Baby Katy. První singl vydala v roce 2010. Ve stejném roce vystudovala populární hudbu na univerzitě Goldsmith v Londýně. V roce 2011 byla nominována na zisk ceny Mercury Prize. Její hudba je mimo jiné známá také tím, že se objevuje v pirátských rozhlasových stanicích a v běžných komerčních stanicích se příliš neprosadila.

## Kariéra
Předtím, než vydala své první studiové album, se Katy B podílela na nahrávání mnoha písní různých umělců. Společně s uskupením Magnetic Man nahrála například songy „Perfect Stranger“ nebo „Crossover“.
22. srpna 2010 vydala svůj první singl s názvem „Katy On a Mission“, který představila londýnská (tehdy formálně pirátská) rozhlasová stanice Rinse FM. V britské hitparádě UK Singles Chart se vyšplhal na pátou příčku, v nezávislé hitparádě UK Indie Chart obsadil první příčku. V roce 2009 se Katy B objevila na Londýnském jazzovém festivalu se zpěvačkou Ms. Dynamite. Ta představila druhý singl Katy B s názvem „Lights On“, který vstoupil do hitparád 19. prosince 2010. V hitparádě UK Singles Chart se umístil na čtvrté příčce. Třetí singl „Broken Record“ byl představen v březnu 2011 a ve Spojeném království se umístil na osmé příčce. Čtvrtý singl „Easy Please Me“ byl představen 3. června 2011. V srpnu téhož roku představila pátý singl „Witches' Brew“. Její debutové album On a Mission bylo představeno 4. dubna 2011 a v hitparádě UK Albums Chart se umístilo na druhém místě.

## Diskografie

### Studiová alba
- On a Mission (2011)

### EP
- Danger EP (2012)